# Tzinancatitla
Tzinancatitla är en ort i Mexiko.   Den ligger i kommunen Jaltocán och delstaten Hidalgo, i den sydöstra delen av landet, 200 km norr om huvudstaden Mexico City. Tzinancatitla ligger 137 meter över havet och antalet invånare är 264.
Terrängen runt Tzinancatitla är kuperad åt sydost, men åt nordväst är den platt. Runt Tzinancatitla är det ganska tätbefolkat, med 248 invånare per kvadratkilometer. Närmaste större samhälle är Huejutla de Reyes, 13,3 km öster om Tzinancatitla. Omgivningarna runt Tzinancatitla är en mosaik av jordbruksmark och naturlig växtlighet.